# Bergfrau

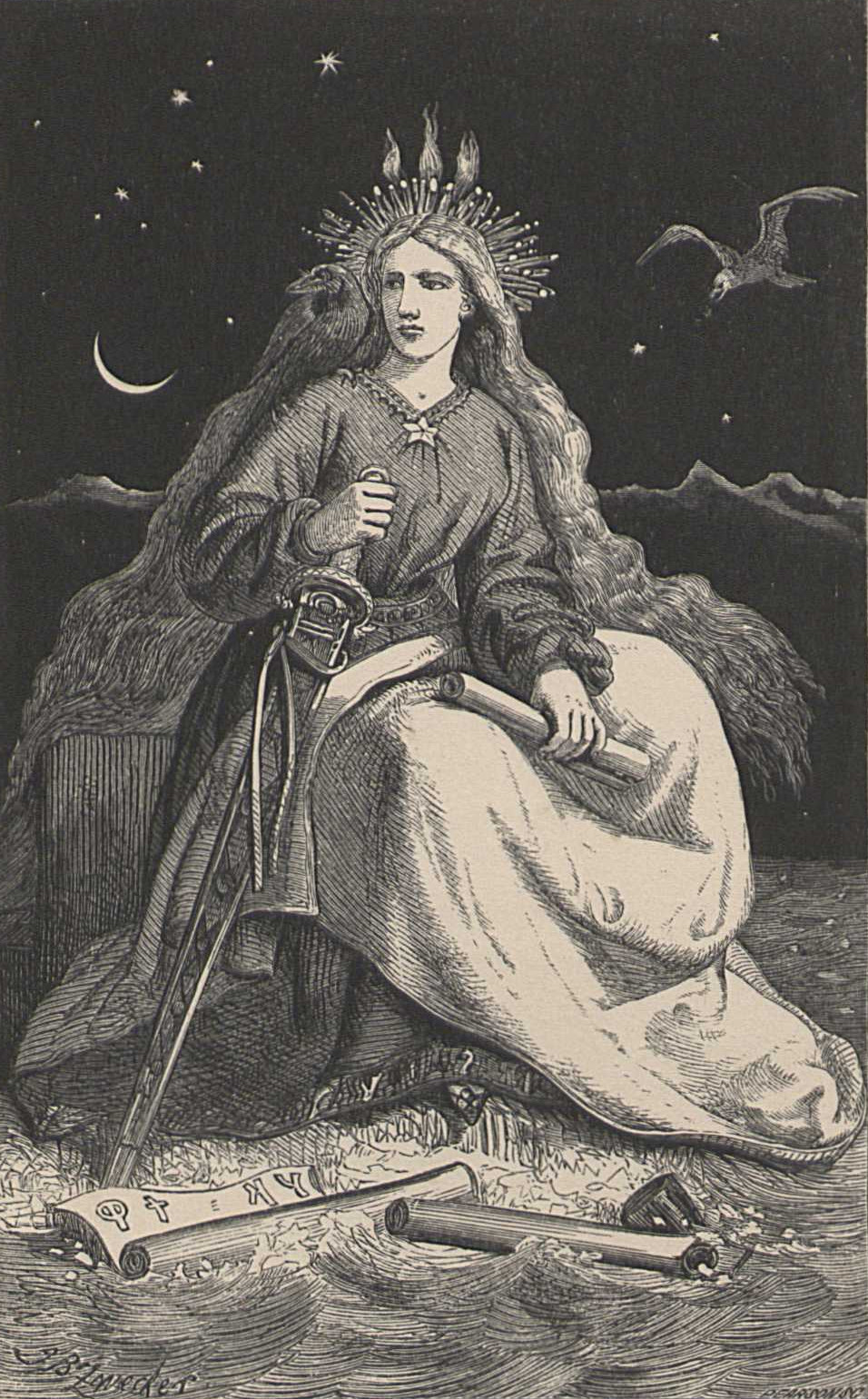
Bergfrau

Die Bergfrau (isl. Fjallkonan) ist die weibliche nationale Personifikation Islands.
Sie wurde erstmals 1752 in dem Gedicht Ofsjónir von Eggert Ólafsson beschrieben. Ihr Name erschien zum ersten Mal in dem Gedicht Eldgamla Ísafold von Bjarni Thorarensen. Seitdem ist sie ein bekanntes Sinnbild in der isländischen Dichtung.
Die erste Abbildung der Bergfrau erschien in einer Übersetzung der isländischen Volkserzählungen, Icelandic legends (1861–1866). Ebenfalls sehr bekannt ist die Abbildung auf einer Gedächtniskarte des Nationalfeiertages im Jahr 1874, gezeichnet von Benedikt Gröndal.
Das Kleid der Bergfrau wurde zum ersten Mal 1924 in Winnipeg (Kanada) dargestellt. Seit Errichtung der isländischen Republik ist es Tradition, dass eine Frau im Bergfrauenkleid am Nationalfeiertag ein Gedicht vorliest.
Von 1884 bis 1911 erschien die von Valdimar Ásmundsson gegründete und von diesem auch bis zu seinem Tod 1902 herausgegebene, nach der Bergfrau benannte Zeitung Fjallkonan.